# 松下誠
松下 誠（まつした まこと、1955年11月16日 - ）は、静岡県掛川市出身のギタリスト、編曲家。

## 人物
ヤマハ・ネム音楽院（現・ヤマハ音楽院）出身。エレクトリック・ギターを中心に演奏し、松田聖子や近藤真彦をはじめとする歌謡曲からポップスまで広範な仕事を請け負うスタジオ・ギタリスト。スタジオ・ミュージシャン・バンド「AB'S」「Paradigm Shift」のメンバー。ソロアルバム『First Light』はAOR、『THE PRESSURES AND THE PLEASURES』『QUIET SKIES』はプログレッシブ・ロック/フュージョン色が濃い演奏をこなす。
ギタリストとしての活動のほかに自身も歌い、コーラス・コーラスアレンジで近藤真彦、SMAP、KinKi Kidsなど、今昔にわたりジャニーズ事務所所属の多くの作品の男性コーラスを担当。
スタジオ・コーラス・ミュージシャン広谷順子、比山貴咏史、木戸やすひろ、高尾直樹と5人で結成したグループBreath By Breathのリーダー&編曲家で、グループとしてアルバム「Breath By Breath」「ア・カペラどうよう」を発表している。

## 略歴
1974年、19歳でスタジオ・ミュージシャンとして活動
1983年、芳野藤丸らとAB'Sを結成
1985年、ユニットParadigm Shiftを結成
1990年、伊藤広規、青山純らとFuture Daysを結成
2001年、アカペラグループBreath By Breathを結成
2007年、伊藤広規と環境音楽ユニットNEBULAを結成
2010年、加藤崇之、多田文信、宮崎まさひろ、多田鏡子とZoolooZを結成

## ディスコグラフィー

### シングル
- ”トラベリン” アラン・パーソンに捧ぐ（1986年9月、AH-775、日本コロムビア）
  - 日産・パルサーCMソング
- ONE HOT LOVE

### アルバム
- FIRST LIGHT-1981年9月21日（アナログ）
  - 1991年5月25日再発（アナログ）
  - 2001年2月21日（CD）再発
  - 2012年9月26日再発（タワーレコード限定）
  - 2019年7月31日（+1、リマスター再発）
  - 2019年10月2日（+1、アナログ）
- THE PRESSURES AND THE PLEASURES-1982年4月21日（アナログ）
  - 1991年5月25日再発（CD）
  - 2012年9月26日再発（CD）（タワーレコード限定）
  - 2019年7月31日（CD）（+4、リマスター再発）
  - 2019年11月3日（アナログ/カラー・ヴァイナル）
- QUIET SKIES-1983年7月23日（アナログ）
  - 1991年5月25日再発（CD）
  - 2012年9月26日再発（CD）（タワーレコード限定）
  - 2019年7月31日（CD）（+3、リマスター再発）
- VISIONS（2019年）-1984年に「Music For Meditation」として発売予定だったが、当時は中止され、その後2019年1月に配信限定発売。2019年に再発されたCD「THE PRESSURES AND THE PLEASURES」「QUIET SKIES」にはボーナス・トラックとして各作品に1〜3曲収録され初CD化されている。

## コーラスアレンジ
- KinKi Kids
  - 「Rocks」（1997年7月21日）
  - 「青の時代」（1998年7月29日）
  - 「スッピンGirl」「このまま手をつないで」（1998年8月12日）
  - 「フラワー」（1999年5月26日）
  - 「It's All Right」「Rocketman」（1999年8月4日）
  - 「エンジェル」（2000年12月13日）
  - 「駅までは同じ帰り道」（2005年11月16日）
- SMAP
  - 「はじめての夏」（1993年6月6日）
  - 「話をしていたくて」（1993年11月11日）
  - 「僕の自転車の後ろに乗りなよ」（1994年12月21日）
  - 「切なさが痛い」「感じやすい不機嫌」「君がいない」「Alone in the Rain」「それが僕の答え」（1995年7月7日）
  - 「黙って俺について来い」（1996年11月18日）
  - 「恋の形」（1998年5月8日）

## 作曲・編曲
- MIO（現・MIQ）「エルガイム-Time for L-GAIM-」（1984年）
- 伊藤麻衣子「優しい絆」（1984年6月21日）
- 杉山清貴&オメガトライブ「SATURDAY'S GENERATION」「Misty Night Cruising」（1984年）※全曲編曲のみ担当
- 杉山清貴「shadow」（1986年7月2日）「水の中のAnswer」（1987年5月27日）※全曲編曲のみ担当
- 石川秀美「危ないボディ・ビート」（1986年11月5日）
- 男闘呼組「DAYBREAK」（馬飼野康二と共同編曲）（1988年8月24日・31日）
- 近藤真彦「ためいきロ・カ・ビ・リー」（1983年7月15日）「ロイヤル・ストレート・フラッシュ」（1983年11月1日）「一番野郎」（1984年3月1日）「大将」（1985年10月21日）「純情物語」（1986年2月26日）※全曲編曲のみ担当
- 西城秀樹「ひき潮のように」（1982年7月21日）[1]「Club Manhattan」「愛に戯れて」「真夏のPoison」「スタンダードを聴きながら」[2]（1988年4月21日）「ONE～愛する人のために～」（1988年8月31日）※全曲編曲のみ担当
- SHOW-YA「もうフレンドはいらない」「その後で殺したい」（1987年1月22日）「水の中の逃亡者」（1987年5月25日）「孤独の迷路」（1987年10月26日）「愛さずにいられない -Still be hangin' on-」（1988年6月25日）※全曲編曲のみ担当（「愛さずにいられない」のみ共同）
- 谷山浩子「夜のブランコ」（1984年5月21日）
- 千葉まなみ「5番ゲート」※編曲のみ担当
- 森川美穂「Birthday Songきかせて」
- 少年隊「1998～星の彼方へ～」「ストレンジャー Go To The ストリート」「ロングタイム・ロマンス」「グッバイ・カウント・ダウン」（1987年7月1日）※全曲編曲のみ担当

## 演奏
- 松田聖子「裸足の季節」（1980.4.1 CBS・ソニー）：Guitar
- 松原みき 「LADY BOUNCE」（1985.6.21 キャニオン・レコード）：Guitar
- 「TOWER OF LOVE」（1991.11.25 ポリドール）：東京タワー竣工33年目を記念したイメージアルバム・BGV（バックグランドビデオ）
- 近藤真彦「夢絆」（1985.12.1 CBS・ソニー）：Guitar（田中一郎と共に担当）
- 光GENJI 「勇気100%」（1993.5.13 ポニーキャニオン）：E.Guitar

## 音楽担当
- 父母の誤算（1981年、TBS）
- ガキンチョ★ROCK

## 主なライブサポート
德永英明、濱田金吾、鈴木トオル、原久美、Rainey's Band、小坂明子